# Polnische Eishockeyliga 1962/63
Die Saison 1962/63 war die 28. Spielzeit der polnischen Eishockeyliga, der höchsten polnischen Eishockeyspielklasse. Meister wurde zum insgesamt elften Mal in der Vereinsgeschichte Legia Warszawa.  

## Modus
In der Hauptrunde absolvierte jede der sechs Mannschaften insgesamt 35 Spiele. Der Erstplatzierte der Hauptrunde wurde Meister. Für einen Sieg erhielt jede Mannschaft zwei Punkte, bei einem Unentschieden gab es einen Punkt und bei einer Niederlage null Punkte.

## Mannschaften
| Baildon Katowice |

| Warszawa |

| Górnik Katowice |

| Nowy Targ |

| Janów |

| Toruń |

| Baildon Katowice |

| Warszawa |

| Górnik Katowice |

| Nowy Targ |

| Janów |

| Toruń |

## Hauptrunde
|    | Klub                | Sp | S  | U | N  | Tore    | Punkte |
| -- | ------------------- | -- | -- | - | -- | ------- | ------ |
| 1. | Legia Warszawa      | 35 | 27 | 3 | 5  | 192:83  | 57     |
| 2. | Podhale Nowy Targ   | 35 | 24 | 2 | 9  | 153:92  | 50     |
| 3. | Górnik Katowice     | 35 | 23 | 1 | 11 | 185:99  | 47     |
| 4. | Baildon Katowice    | 35 | 13 | 2 | 10 | 133:128 | 28     |
| 5. | KS Pomorzanin Toruń | 35 | 8  | 1 | 26 | 94:209  | 17     |
| 6. | Naprzód Janów       | 35 | 4  | 3 | 28 | 84:230  | 11     |

Sp = Spiele, S = Siege, U = Unentschieden, N = Niederlagen